# Comore-i frank
A comore-i frank a Comore-szigetek hivatalos pénzneme. Árfolyama fix, az euróhoz rögzítve.
2007-ben az IBNS szerint a 2006-ban kibocsátott 1000 frankos bankjegy lett az év bankjegye.

## Érmék
| Névérték  | Műszaki paraméterek | Műszaki paraméterek | Műszaki paraméterek |
| Névérték  | Átmérő              | Tömeg               | Összetétel          |
| --------- | ------------------- | ------------------- | ------------------- |
| 1 frank   | 23 mm               | ?                   | alumínium           |
| 2 frank   | 27 mm               | 2,2 g               | alumínium           |
| 5 frank   | 31 mm               | 3,75 g              | alumínium           |
| 10 frank  | 22 mm               | ?                   | alumínium-bronz     |
| 25 frank  | 20 mm               | 3,9 g               | nikkel              |
| 50 frank  | 24 mm               | 6 g                 | nikkel              |
| 100 frank | 28 mm               | 10 g                | nikkel-acél         |

## Bankjegyek

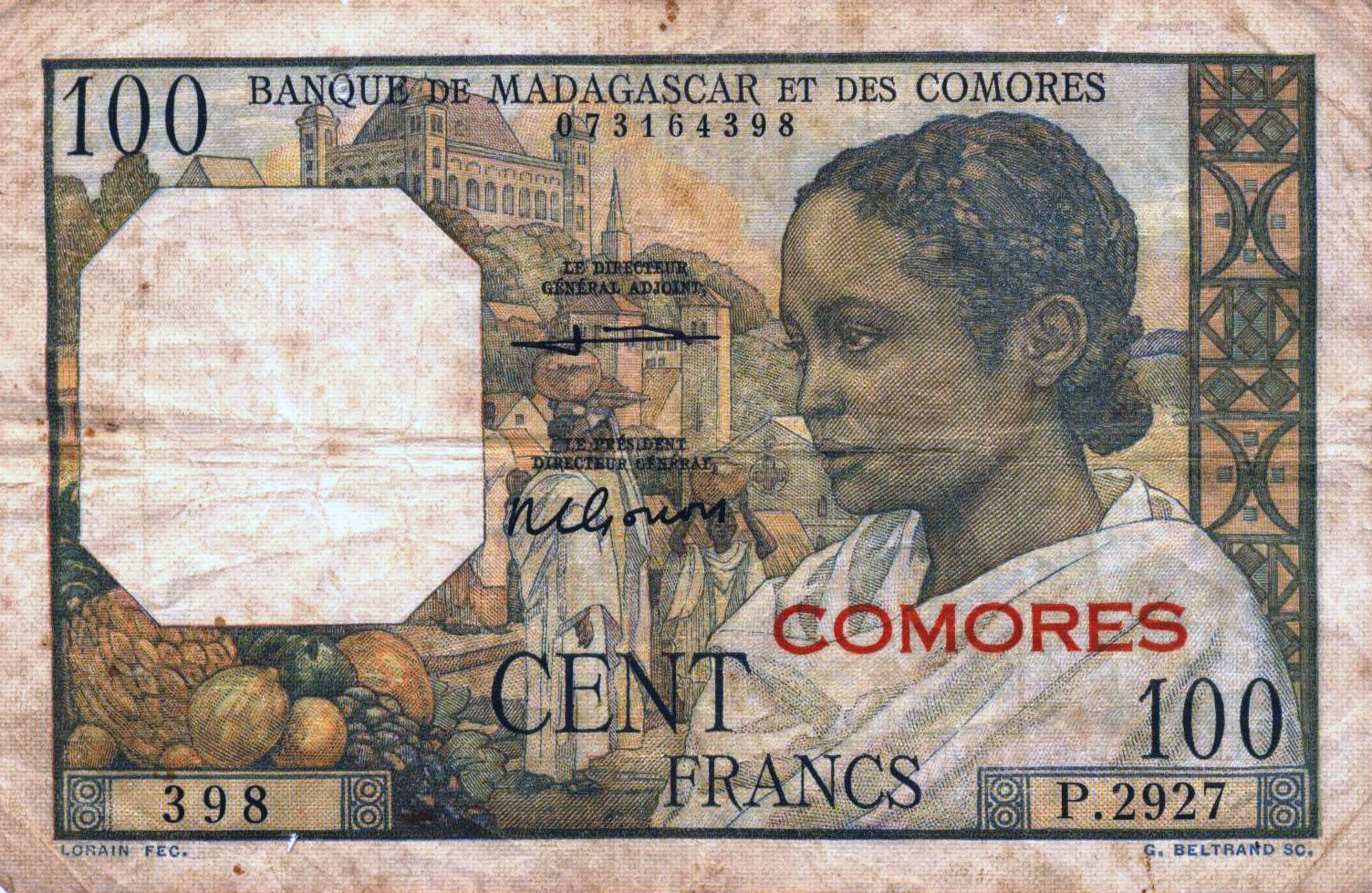
100 frank 1962-ből, piros felirattal COMORES

A bankjegyeket a Banque de France saját papírgyárában, Vic-le-Comte városában állítják elő, a nyomtatásuk pedig Chamalières-ban és Puy-de-Dôme-ban történik.